# Atrapat en el temps
Atrapat en el temps (títol original en anglès, Groundhog Day, "El dia de la marmota") és una comèdia romàntica que evoca el mite de Sísif. Va ser dirigida per Harold Ramis i és protagonitzada per Bill Murray i Andie MacDowell. La pel·lícula es va estrenar el 1993 als cinemes i en català a Televisió de Catalunya el 1996.

## Argument

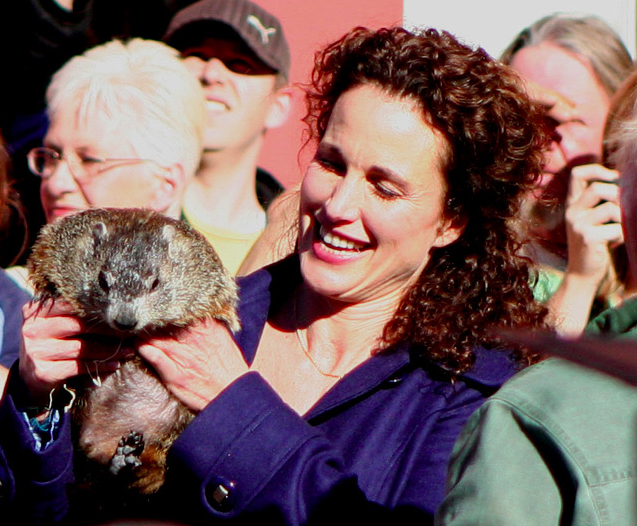
Andie MacDowell amb una marmota

El meteoròleg d'una emissora de televisió de Pittsburgh, Phil Connors (Bill Murray), acompanyat de la seva nova productora Rita (Andie MacDowell), acudeix amb el seu tècnic d'enregistrament, Larry (Chris Elliott), a Punxsutawney, una petita població de Pennsilvània en la qual, cada 2 de febrer, en ple hivern, el comportament d'una marmota a la festa local determina quant temps queda fins que acabi l'estació freda, el famós Dia de la marmota. A primera vista veiem que Phil és un home frustrat en les seves ambicions i avorrit amb el seu treball, i en la seva arrogància pensa que la seva carrera professional no avança tot el ràpid que mereixeria.
Realitzades les preses de la marmota i transmeses per televisió, el petit grup es disposa a tornar a Pittsburgh per poder cobrir el noticiari de les 5. No obstant això, una tempesta de neu els obliga a passar la nit al poble. L'endemà al matí sona el despertador amb la mateixa música del dia anterior («I Got You Babe» de Sonny & Cher). A mesura que es vesteix i va al menjador per desdejunar, l'incrèdul Phil es va adonant que està vivint de nou el dia de la marmota.
Després de repetir-se diverses vegades aquesta situació, Phil descobreix que és l'únic conscient d'aquest estrany fenomen i decideix aprofitar la informació que obté cada dia per beneficiar-se "l'endemà". No obstant això "més tard" decideix enamorar a la seva redactora sense tenir sort. Dia rere dia és rebutjat, així que decideix suïcidar-se en pensar que dins d'aquest bucle temporal mai aconseguirà el seu amor pel que la seva vida manca de sentit. Per a això agafa un cotxe i es llança a un penya-segat, però de nou es desperta al matí com cada dia, llavors prova altres formes de suïcidar-se (es llança d'un edifici, es fica a la banyera amb una torradora, etc.), però totes elles resulten inútils, ja que cada vegada es desperta de nou el dia 2 de febrer. Veient que això no funciona comença a deprimir-se, però aconsellat per Rita s'adona que pot millorar la seva vida com un benefactor que ajuda als altres.

## Repartiment
- Bill Murray: Phil Connors
- Andie MacDowell: Rita
- Chris Elliott: Larry
- Stephen Tobolowsky: Ned Ryerson
- Brian Doyle-Murray: Buster Green
- Rick Ducommun: Gus
- Robin Duke: Doris, la cambrera
- Marita Geraghty: Nancy Taylor
- Harold Ramis: neuròleg
- Willie Garson: Kenny, ajudant de Phil
- Ken Hudson Campbell: home del vestíbul
- Rick Overton: Ralph
- Richard Henzel: D.J. #1
- Rob Riley: D.J. #2
- David Pasquesi: psiquiatre
- Hynden Walch: Debbie
- Michael Shannon: Fred
- Eric Saiet: fill de Buster

## Comentaris
- Un curt de 1973 anomenat 12:01 PM se sol considerar com a predecessor, així com la versió en llargmetratge del mateix títol original, de 1993
- El 2004 es va realitzar un remake amb actors espanyols a la pel·lícula Un día sin fin protagonitzada per Goya Toledo